# Gymnothorax prionodon
Gymnothorax prionodon is een murene die voorkomt in de wateren rondom Australië en Nieuw-Zeeland op diepten tot 80 m. De soort kan een lengte bereiken van 150 cm.